# Каллисто (Эсхил)
«Каллисто» (др.-греч. Καλλιστώ) — трагедия древнегреческого драматурга Эсхила (первая половина V века до н. э.) на тему мифов Аркадии, не относящаяся ни к одному из известных исследователям циклов. Её текст полностью утрачен.

## Сюжет и судьба пьесы

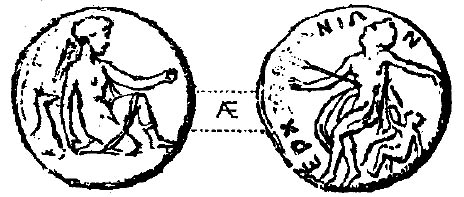
Античная монета Орхомена, на которой отображён аркадский вариант мифа о Каллисто

Заглавная героиня трагедии — персонаж аркадских мифов, дочь царя Ликаона. Она дала обет девственности и стала жрицей Артемиды, но позже забеременела от Зевса. Артемида наказала Каллисто за нарушение обета, превратив её в медведицу. Сын Каллисто Аркад однажды на охоте прицелился в мать из лука, не узнав её; Зевс, чтобы спасти возлюбленную, превратил её в созвездие Большой Медведицы.
Эсхил объединял все свои пьесы в циклы (как правило, по четыре). «Каллисто» — одно из тех его произведений, которые не принадлежат ни к одному известному исследователям циклу. Все попытки антиковедов найти смысловые параллели в других эсхиловых пьесах терпят неудачу. Текст «Каллисто» утрачен полностью. При этом существует определённое количество фрагментов произведений Эсхила, которые на данном этапе развития антиковедения невозможно отнести ни к одной конкретной пьесе; какие-то из них могут быть обрывками текста «Каллисто».